# Stoneyford (County Kilkenny)
Stoneyford (auch: Stonyford, irisch Áth Stúin) ist ein Dorf im County Kilkenny im mittleren Süden der Republik Irland und hat 367 Einwohnern nach der Volkszählung 2022. 

## Lage
Stonyford liegt in der Grafschaft Kilkenny und etwa 15 Kilometer südlich vom Stadtzentrum Kilkennys. Die M9 führt von Dublin kommend nach Waterford im Westen an der Ortschaft vorbei. Durch die Ortschaft selbst verläuft die R713 von Kilkenny nach Knocktopher und Ballyhale.

## Geschichte
Aus einer Grabung Mitte des 19. Jahrhunderts wird der Schluss gezogen, dass in der Nähe ein römischer Außenposten bestand. Es fanden sich in einem Grab Gebeine in einer Glasurne mit einem Tränengefäß und einem Bronzespiegel. Eine römische Siedlung konnte jedoch nirgends nachgewiesen werden.

## Sehenswürdigkeiten
- St. Brendan’s Church